# Stowarzyszenie Akademickiej Niezależnej Młodzieży Ludowej Orka
Stowarzyszenie Akademickiej Niezależnej Młodzieży Ludowej Orka (SANML Orka) – organizacja akademickiej młodzieży wiejskiej działająca w latach 1925–1927.
Organizacja powstała w 1925 w Warszawie i była silnie powiązana z działalnością Niezależnej Partii Chłopskiej. Czołowi działacze to: Aleksander Szymański, Franciszek Litwin i Bolesław Gałęza. Organ prasowy: „Orka”.